# Elp
Elp is een esdorp in de gemeente Midden-Drenthe, in de Nederlandse provincie Drenthe. Het is gelegen tussen Westerbork en Schoonloo. Het dorp ligt ongeveer 15 km ten zuidoosten van Assen.
In 1362 werd de plaats vermeld als (in) Elp en 1461 als (tho) Elp. In 1840 had het dorp 243 inwoners, in 2022 waren het er 335. Tot het dorp wordt ook de buurtschap Zuidveld gerekend. Tot 1998 behoorde het tot de gemeente Westerbork.

## Sport en cultuur
- Elp heeft een actieve muziekvereniging genaamd St. Cecilea, opgericht op 6 december 1926.[3]
- In Elp bevindt zich een van de twee buitenkunstterreinen, waar de Stichting Buitenkunst workshopprogramma's organiseert.
- Toneelvereniging De E.L.P.E.R. Revue verzorgt sinds 1970 theatervoorstellingen in het Drents.
- Elp had tussen 1948 en 1968 een voetbalvereniging met de naam Elper Boys.

## Bekende inwoners van Elp
- Reinhart Dozy (1880-1947) - kunstschilder
- Louis Albert Roessingh (1873-1951) - kunstschilder en dichter
- Jantje Weurding (1930-2019) - actrice

## Galerij

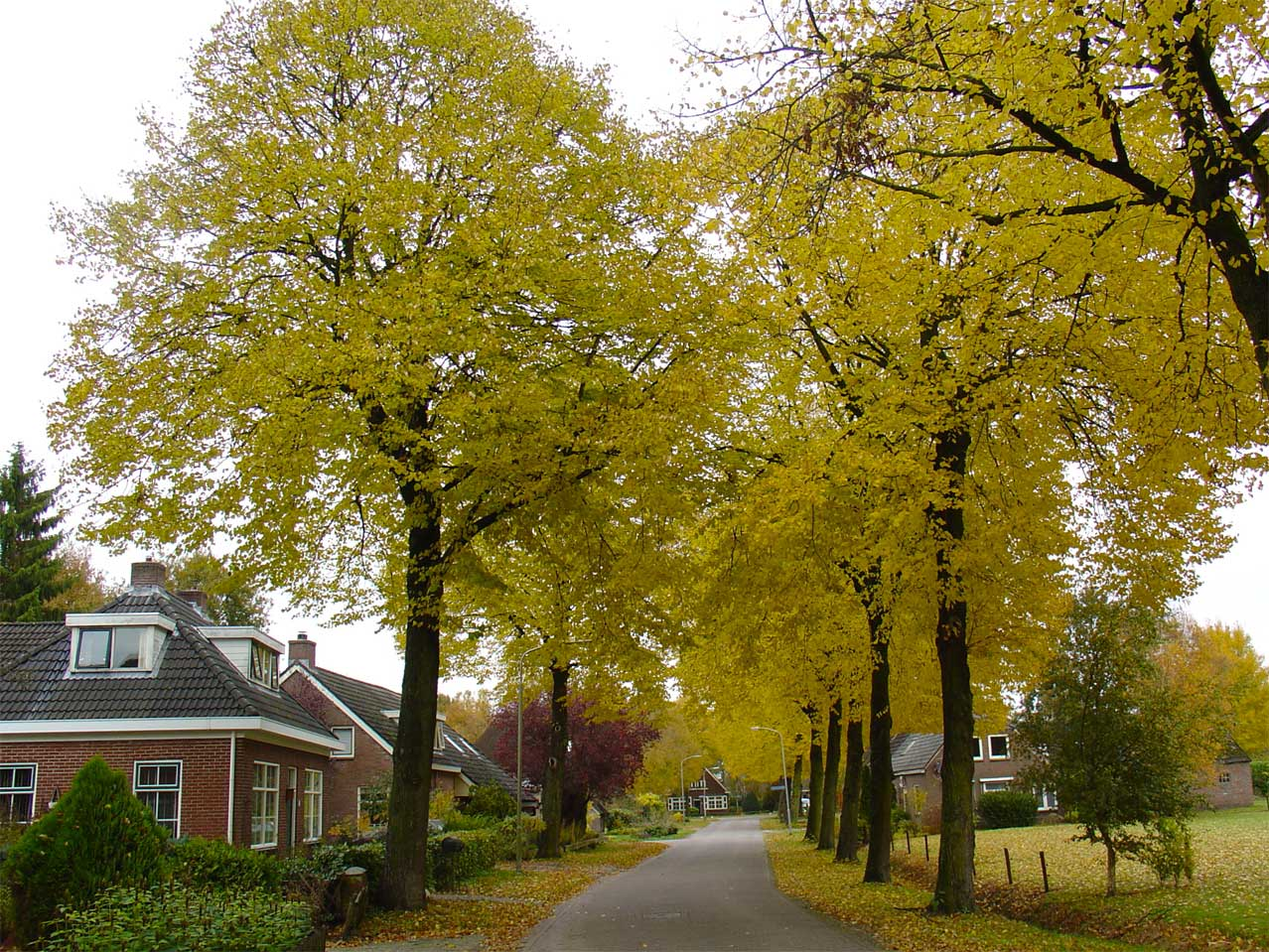
De hoofdstraat van Elp
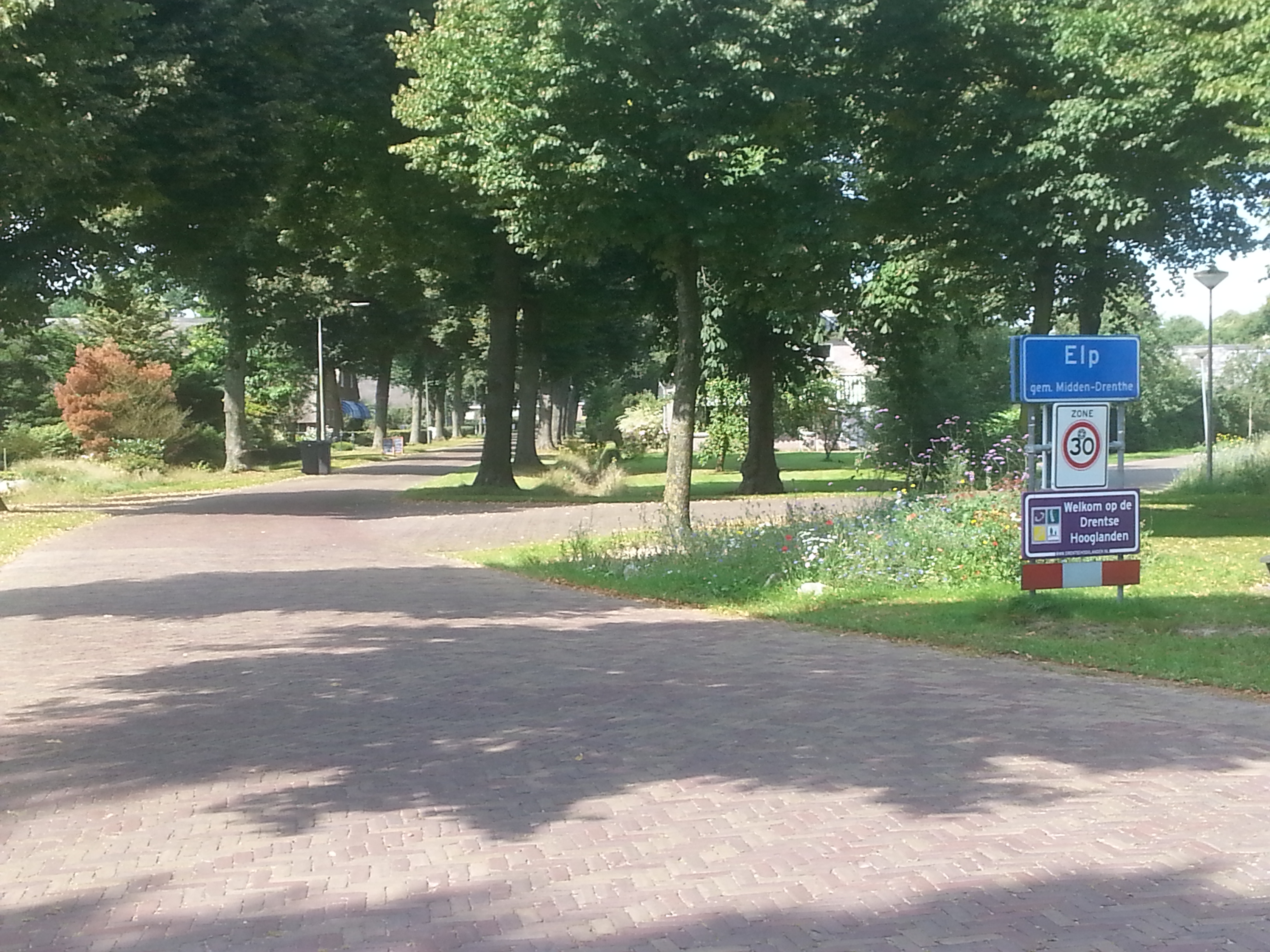
Elp
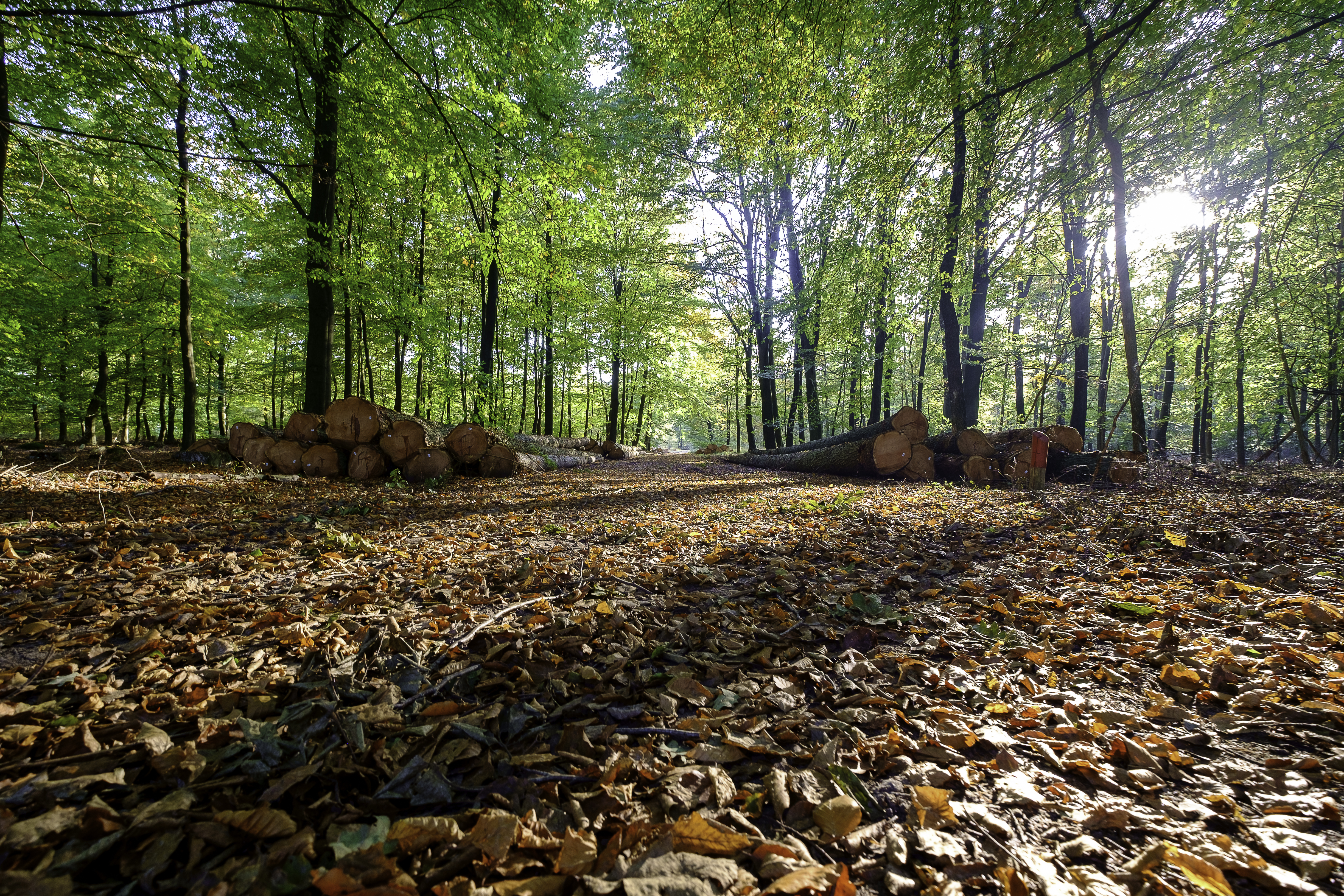
Elper Noorderveld ten noorden van Elp